# Schlomographie

Logo der Schlomographischen Aktion Berlin

Als Schlomographien werden in erster Linie Lichtbilder bezeichnet, die durch die Schlomographische Aktion Berlin erwirkt wurden. Dieser Zusammenschluss dreier Berliner Experimentalphotographen widmet sich der Bewahrung und Weiterentwicklung der Lichtbildnerei mit traditionellen analogen Verfahren. Im experimentierfreudigen Sprachgebrauch der Gruppe sind Schlomographien „entartigte Lichtbilder“.

## Schlomographische Aktion Berlin
Die Schlomographische Aktion Berlin wurde 1996 von George Große und Charly Paps gegründet. 1997 gesellte sich Olf Engelbrat dazu.

## Technik und Thematik
Schlomographen verwenden gern „radikale Ressourcen“, machen sich also grundlegende Eigentümlichkeiten des photographischen Verfahrens zunutze. Thematisch konzentrieren sie sich auf die menschliche Physiognomie und Anatomie, die allerdings nicht in der herkömmlichen, sondern in „entartigter“ Form abgebildet werden. Dies macht nicht nur ungewöhnliche Verfahren notwendig, sondern meist auch den Eigenbau neuartiger photographischer Apparaturen oder die Umrüstung herkömmlicher Kameramodelle.

## „Maßnahmen“

Ergebnis einer Schlomurgie-Maßnahme

Schlomographien entstehen während der so genannten „Maßnahmen“, die in der Regel im öffentlichen Raum stattfinden. Schlomographische Maßnahmen werden zum Beispiel regelmäßig auf dem Lesbisch-schwulen Stadtfest in Berlin durchgeführt.

## Apparaturen
Bisher kamen die folgenden schlomographischen Apparaturen zum Einsatz: die „Strapskamera“ (1997), das „Cameraphon“ (1998), der „Analoge Ganzkörperscanner“ (1999), der „Multimomentexponator“ (2000, 2004, 2006), der „Schwenkfilmapparat“ (2001), das „Auroskop“ (2007, 2008), das „Schlomoscill“ (2009), das „Gelar 1:5,6/155 mm“ (die essbare Photo-Linse, 2011), "Camera Torta" (vollständig essbare Camera, 2013), Sofortbild-Stereo-Camera "Dimensionator" (2014), "Schlomoroid" (selbst produzierte "peel apart"-Sofortbilder, 2016).

## Ausstellungen
- Schlomographien wurden auf zahlreichen Einzel- und Gruppenausstellungen präsentiert, unter anderen im Schwulen Museum Berlin („Mein schwules Auge“, 2006).
- Ausstellung in der Galerie SPRECHSAAL (Berlin) „Monat der Schlomographie - Photographie radikal“, 2012.